# دائرة الشراقة
دائرة الشراقة إحدى دوائر الجزائر التابعة لولاية الجزائر. عاصمتها هي الشراقة و تضم بلديات الشراقة و الحمامات و دالي إبراهيم و عين البنيان و أولاد فايت.

## الساحل البحري
تمتاز هذه الدائرة العاصمية بساحل متوسطي طوله بعض الكيلومترات.
ويطل أو يرتبط ساحل هذه الدائرة بخليج الجزائر ذي الحركية الكبيرة السياحية والتجارية.
كما تحتضن هذه الدائرة العديد من الشواطئ البحرية.

## مواضيع ذات صلة
- تاريخ ولاية الجزائر
- دوائر ولاية الجزائر
- بلديات ولاية الجزائر